# Ewa Kasprzyk
Ewa Kasprzyk, nata Witkowska  (Poznań, 7 settembre 1957), è un'ex velocista polacca.

## Palmarès

### Europei
- 1 medaglia:
  - 1 bronzo (Stoccarda 1986 nella staffetta 4x400 m)

### Europei indoor
- 2 medaglie:
  - 1 oro (Budapest 1988 nei 200 m piani)
  - 1 argento (Madrid 1986 nei 200 m piani)

### Universiadi
- 1 medaglia:
  - 1 bronzo (Sofia 1977 nella staffetta 4x100 m)

### Goodwill Games
- 1 medaglia:
  - 1 argento (Mosca 1986 nei 200 m piani)

### Europei under 20
- 1 medaglia:
  - 1 argento (Atene 1975 nella staffetta 4x100 m)